# Nannophya australis
Nannophya australis is een libellensoort uit de familie van de korenbouten (Libellulidae), onderorde echte libellen (Anisoptera).
De wetenschappelijke naam Nannophya australis is voor het eerst geldig gepubliceerd in 1865 door Brauer.